# Nkwanta

Nkwanta är en ort i östra Ghana. Den är huvudort för distriktet Nkwanta South, och folkmängden uppgick till 23 513 invånare vid folkräkningen 2010.